# WONDERFUL CURVE
『WONDERFUL CURVE』（ワンダフルカーブ）は、VALSHEの3枚目のアルバム。2017年8月23日にビーイングから発売された。

## 概要
アルバムタイトルに関してはVALSHE曰く、「自分自身の経験として、昨年はViCTiMの活動が困難になるという状況から再びソロとして動き出すという過程は、とても辛いことだったのですが、それを思い返そうとした時に、発言や行動が詳細に思い出せなかった。どれだけ楽しかったことも、つらかったことも、人はどうして「忘却」をするのだろうと考えて。そこで調べたところ、「人が忘却する際にグラフに表したときゆるやかなカーブを描いて忘れていく」という理論を提唱したエビングハウスという心理学者に行き着きました。」とコメントしており、「忘却に振り回されるのではなく、覚えておきたいことを一秒でも長く覚えておくために、大切な瞬間は逃さず、自分でコントロールして素敵な曲線を描きましょうという意味を込めています」と、その由来を明かしている。本作は「記憶」をコンセプトにして制作を行った。

## 収録曲
CD
1. エビングハウスの忘却曲
作曲：VALSHE、佐藤瞬　編曲：佐藤瞬
2. WONDERFUL CURVE
作詞・作曲：VALSHE　編曲：佐藤瞬、G'n-
3. ツリーダイアグラム
作詞：doriko　作曲・編曲：林達志
4. shut out
作詞・作曲：VALSHE　編曲：佐藤瞬
5. MONTAGE
作詞・作曲：VALSHE　編曲：G'n-
6. ガランド
作詞：VALSHE　作曲・編曲：doriko
7. embrace
作詞：VALSHE　作曲・編曲：高橋涼ノ介
8. DOPE
作詞：VALSHE　作曲・編曲：佐藤瞬
9. Chain Smoke
作詞：doriko　作曲・編曲：薮崎太郎
10. Show Me What You Got
作詞：VALSHE、佐藤瞬　作曲・編曲：Shinnosuke
11. CYCLE×CYCLONE
作詞・作曲：VALSHE　編曲：佐藤瞬
12. a light
作詞：VALSHE　作曲：VALSHE、佐藤瞬　編曲：佐藤瞬
13. コドモハザード
作詞：VALSHE　作曲・編曲：nanosleep
14. GREAT JOURNEY
作詞：VALSHE　作曲・編曲：佐藤瞬

DVD（初回限定版）
1. 「WONDERFUL CURVE」MUSIC VIDEO
2. Making of 「WONDERFUL CURVE」

DVD（Musing盤）
1. VALSHEの記憶！徹底解剖バラエティ

## レコーディング参加
- 林達志 - ギター
- 秋山健介 - ギター
- 薮崎太郎 - ギター、ベース
- 岩切信一郎 - ベース
- 生田目勇司 - ドラム